# International Bitterness Unit
International Bitterness Unit (simbolo IBU) è un'unità utilizzata dai fabbricanti di birra per misurare l'amarezza del loro prodotto.
Un IBU corrisponde a una parte per milione (ppm) di isohumulone (acido Þ), il componente chimico che proviene dal luppolo ed è responsabile del gusto amaro.
L'IBU si calcola secondo la formula seguente:
{\displaystyle IBU=3,{\overline {3}}\cdot H\cdot (A+{\frac {B}{9}})}
o :
- H è la concentrazione massica di luppolo in grammo per litro;
- A è la concentrazione di acidi α nel luppolo, in percentuale;
- B è la concentrazione di acidi β nel luppolo, in percentuale.

Ad IBU più elevati, corrispondono concentrazioni dell'agente amaro maggiori.
La maggior parte delle birre commerciali ha una IBU attorno a 16. Il gusto complessivo è equilibrato, perché queste bevande non utilizzano grandi quantità di malto. Per birre più corpose, ottenute con quantità maggiori di malto, è necessario raggiungere IBU più alti per continuare a mantenere bilanciato il gusto. Per esempio, una Imperial Stout può avere una IBU di 50, ma al gusto sembrerà meno amara di una English Bitter con una IBU di 30, perché quest'ultima è ottenuta con meno malto della prima.
Birre prodotte con molto malto possono arrivare a IBU 60-70, ma è possibile trovarne con valore ancora più alto. Il limite tecnico è intorno al 100, al di sopra del quale non si hanno più effetti di correzione del gusto.
Una lager americana chiara può avere un valore minimo di 5, mentre una Barley wine, una birra molto alcolica, può arrivare fino a 100. I valori caratteristici per altre bevande sono:
- Lambic belga : 11–23
- Leffe: 15–30
- Kölsch: 18–25
- Märzen/Oktoberfest: 18–25
- Birra comune inglese: 20–35
- Porter: 20–40
- Brown ale: 15–25, le varianti nordamericane hanno valori più alti, 25–45
- Boemia Pilsener: 30–45, a volte può variare fino a 100 (per es. German Bitterpils)
- India Pale Ale: 40 o più
- Irish stout tipica della Guinness: 25–60